# Miami Dolphins 2007
La stagione 2008 dei Miami Dolphins è stata la numero 42 della franchigia, la trentottesima nella National Football League. La squadra rischiò di terminare la stagione senza vittorie ma il 16 dicembre, nella terzultima gara dell'anno batté i Baltimore Ravens, concludendo con un record di 1–15. I Detroit Lions l'anno successivo divennero la prima squadra della storia a terminare una stagione senza vittorie. Prima dell'inizio della stagione, il capo-allenatore Nick Saban si dimise ad allenatore dei Dolphins per andare ad allenare l'Università dell'Alabama, dopo avere ripetutamente affermato che sarebbe rimasto coi Dolphins. La squadra fu così affidata all'ex coordinatore offensivo dei San Diego Chargers Cam Cameron.

## Scelte nel Draft 2007

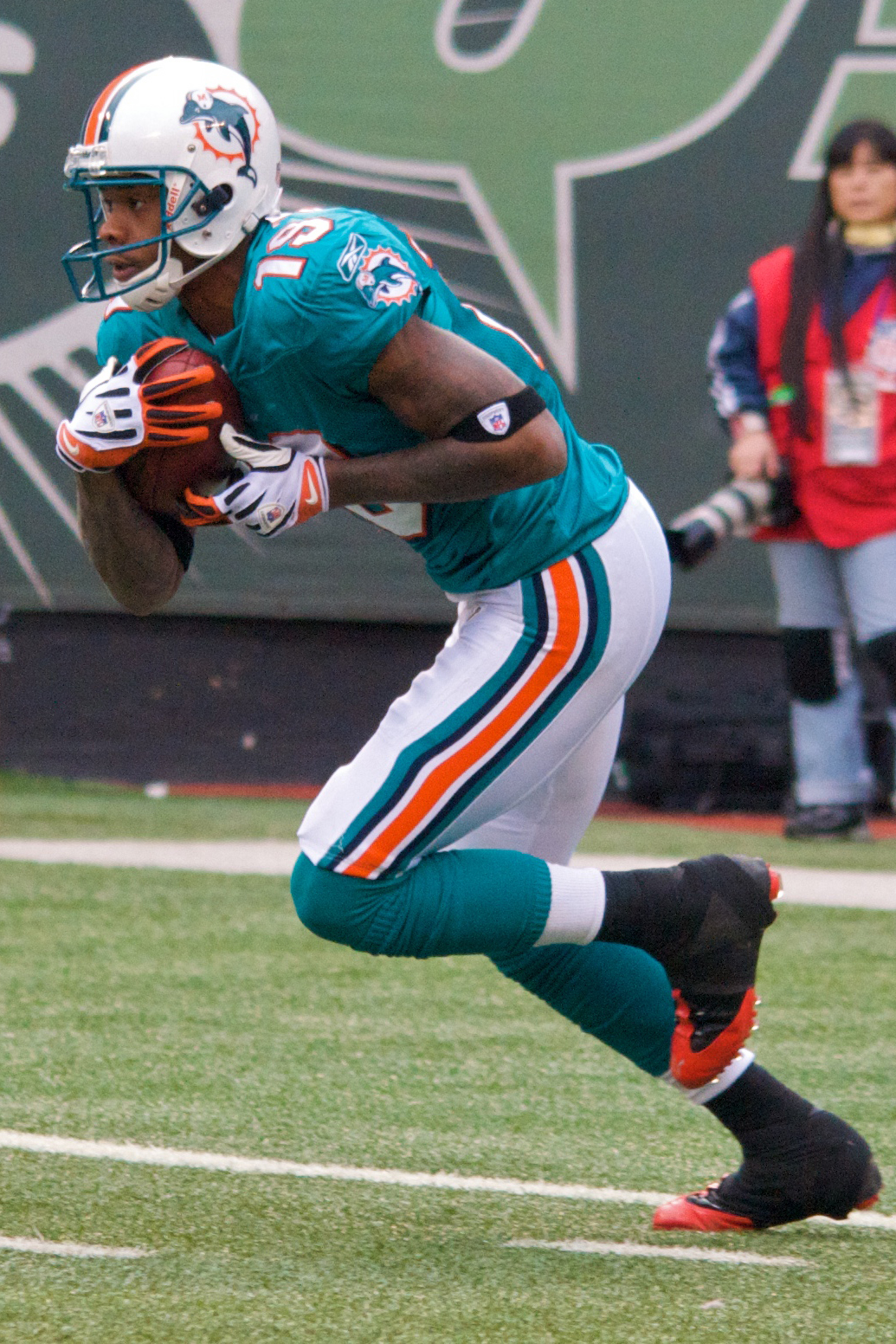
La scelta del primo giro del Draft 2007, Ted Ginn.

| Draft | Draft  | Nome           | Ruolo            | College          |
| Giro  | Scelta | Nome           | Ruolo            | College          |
| ----- | ------ | -------------- | ---------------- | ---------------- |
| 1     | 9      | Ted Ginn       | Wide receiver    | Ohio State       |
| 2     | 40     | John Beck      | Quarterback      | BYU              |
| 2     | 60     | Samson Satele  | Centro/Guardia   | Hawaii           |
| 3     | 71     | Lorenzo Booker | Running back     | Florida State    |
| 4     | 108    | Paul Soliai    | Defensive tackle | Utah             |
| 6     | 181    | Reagan Mauia   | Fullback         | Hawaii           |
| 6     | 199    | Drew Mormino   | Centro           | Central Michigan |
| 7     | 219    | Kelvin Smith   | Linebacker       | Syracuse         |
| 7     | 225    | Brandon Fields | Punter           | Michigan State   |
| 7     | 238    | Abraham Wright | Linebacker       | Colorado         |

## Calendario

### Stagione regolare
| Turno | Ora                | Data               | Avversario           | Risultato          | Stadio                   | TV                 | Record             | Recap                                                                                        |
| ----- | ------------------ | ------------------ | -------------------- | ------------------ | ------------------------ | ------------------ | ------------------ | -------------------------------------------------------------------------------------------- |
| 1     | 1:00 pm EDT        | 9/9                | Washington Redskins  | S 16–13            | FedExField               | CBS                | 0–1                | Recap. URL consultato il 25 aprile 2019 (archiviato dall'url originale l'11 ottobre 2007).   |
| 2     | 4:15 pm EDT        | 16-9               | Dallas Cowboys       | S 37–20            | Dolphin Stadium          | Fox                | 0–2                | Recap. URL consultato il 25 aprile 2019 (archiviato dall'url originale l'8 marzo 2009).      |
| 3     | 1:00 pm EDT        | 23/9               | New York Jets        | S 31–28            | The Meadowlands          | CBS                | 0–3                | Recap. URL consultato il 25 aprile 2019 (archiviato dall'url originale l'11 ottobre 2007).   |
| 4     | 1:00 pm EDT        | 30/9               | Oakland Raiders      | S 35–17            | Dolphin Stadium          | CBS                | 0–4                | Recap.                                                                                       |
| 5     | 1:00 pm EDT        | 7/10               | Houston Texans       | S 22–19            | Reliant Stadium          | CBS                | 0–5                | Recap.                                                                                       |
| 6     | 1:00 pm EDT        | 14/10              | Cleveland Browns     | S 41–31            | Cleveland Browns Stadium | CBS                | 0–6                | Recap.                                                                                       |
| 7     | 1:00 pm EDT        | 21/10              | New England Patriots | S 49–28            | Dolphin Stadium          | CBS                | 0–7                | Recap.                                                                                       |
| 8     | 1:00 pm EDT        | 28/10              | New York Giants      | S 13–10            | Wembley Stadium          | Fox                | 0–8                | Recap (archiviato dall'url originale il 19 maggio 2009).                                     |
| 9     | Settimana di pausa | Settimana di pausa | Settimana di pausa   | Settimana di pausa | Settimana di pausa       | Settimana di pausa | Settimana di pausa | Settimana di pausa                                                                           |
| 10    | 1:00 pm EST        | 11/11              | Buffalo Bills        | S 13–10            | Dolphin Stadium          | CBS                | 0–9                | Recap.                                                                                       |
| 11    | 1:00 pm EST        | 18/11              | Philadelphia Eagles  | S 17–7             | Lincoln Financial Field  | CBS                | 0–10               | Recap. URL consultato il 25 aprile 2019 (archiviato dall'url originale il 10 dicembre 2007). |
| 12    | 8:30 pm EST        | 26/11              | Pittsburgh Steelers  | S 3–0              | Heinz Field              | ESPN               | 0–11               | Recap. URL consultato il 25 aprile 2019 (archiviato dall'url originale il 10 dicembre 2007). |
| 13    | 1:00 pm EST        | 2/12               | New York Jets        | S 40–13            | Dolphin Stadium          | CBS                | 0–12               | Recap. URL consultato il 25 aprile 2019 (archiviato dall'url originale il 13 dicembre 2007). |
| 14    | 1:00 pm EST        | 9/12               | Buffalo Bills        | S 38–17            | Ralph Wilson Stadium     | CBS                | 0–13               | Recap. URL consultato il 25 aprile 2019 (archiviato dall'url originale il 12 dicembre 2007). |
| 15    | 1:00 pm EST        | 16/12              | Baltimore Ravens     | V 22–16 (DTS)      | Dolphin Stadium          | CBS                | 1–13               | Recap. URL consultato il 25 aprile 2019 (archiviato dall'url originale il 18 dicembre 2007). |
| 16    | 4:15 pm EST        | 23/12              | New England Patriots | S 28–7             | Gillette Stadium         | CBS                | 1–14               | Recap.                                                                                       |
| 17    | 1:00 pm EST        | 30/12              | Cincinnati Bengals   | S 38–25            | Dolphin Stadium          | CBS                | 1–15               | Recap.                                                                                       |